# Melhania parviflora
Melhania parviflora är en malvaväxtart som beskrevs av Emilio Chiovenda. Melhania parviflora ingår i släktet Melhania och familjen malvaväxter. Inga underarter finns listade i Catalogue of Life.